# Gridlock
I Gridlock sono un gruppo musicale intelligent dance music statunitense proveniente da San Francisco, composto da Mike Cadoo e Mike Wells.

## Storia
Il progetto Gridlock vede la luce nel 1994 grazie alla mente di Mike Cadoo, al quale, un anno più tardi, si aggiungerà Mike Wells. Il duo si auto produce due demo, che attirano l'attenzione dell'etichetta Pendragon Records, che mette sotto contratto il gruppo. Dopo tre album usciti per la Pendragon Records, il gruppo cambia etichetta e firma per la Unit, che produce il cd Trace. L'anno successivo i Gridlock cambiano ancora casa discografica e fanno uscire Formless per la Hymen.
Il 24 marzo 2005 la band annuncia, nel proprio sito web, lo scioglimento del gruppo, ma i componenti promettono ai fans di continuare a suonare con i relativi side project. I loro ultimi lavori registrati (due canzoni), vengono pubblicati nella compilation “Travel Sickness” (2006) della Hymen.

## Stile e influenze
Inizialmente lo stile dei Gridlock era orientato alla musica degli Skinny Puppy, con meno parti cantate. Alla fine, hanno virato verso suoni più elettronici e ambient e lentamente hanno rimosso il loro lato industriale e qualsiasi traccia di voce.

## Discografia
CD
| Titolo             | Dettagli | Etichetta         | Anno |
| ------------------ | -------- | ----------------- | ---- |
| Sickness           | CD Demo  | Autoprodotto      | 1995 |
| Frozen             | CD Demo  | Autoprodotto      | 1996 |
| The Synthetic Form | CD Album | Pendragon Records | 1997 |
| Further            | CD Album | Pendragon Records | 1999 |
| 5.25               | CD Album | Pendragon Records | 2000 |
| Trace              | CD Album | Unit              | 2001 |
| Formless           | CD Album | Hymen             | 2003 |

Singoli
| Titolo                         | Dettagli | Etichetta  |
| ------------------------------ | -------- | ---------- |
| Gridlock / O2 Split Album      | 7”       | Unit       |
| Engram                         | 12”      | Hymen      |
| Gridlock / Steel Split Album   | 12”      | Klangkrieg |
| Gridlock / Panacea Split Album | 12”      | Component  |
| Under                          | 3”       | Piehead    |
| Gridlock / Blood               |          |            |

Compilations
| Titolo                          | Dettagli | Etichetta            | Anno     |
| ------------------------------- | -------- | -------------------- | -------- |
| The Tyranny Off the Beat Vol. 4 | CD       | Off Beat             | 1997     |
| Exoskeleton                     | CD       | Possessive Blindfold | 1998     |
| Binary Application Extension 05 | CD       | Culture Shock        | 1998     |
| The Tyranny Off the Beat Vol. 5 | CD       | Off Beat             | Off Beat |
| Classix                         | CD       | Off Beat             | 1999     |
| The Flatline Compilation 2      | CD       | Flatline             | 1999     |
| Virion Sequences                | CD       | Gashed               | 2000     |
| Exoskeleton 3                   | CD       | Possessive Blindfold | 2001     |
| Masonic                         | CD       | Hymen                | 2002     |
| Sub.Session                     | CD       | Sub.Session          | 2002     |
| Zod 07                          | 12"      | Zod                  | 2002     |
| Bitmapping                      | CD       | Objective/Subjective | 2003     |
| Hybrid Components               | CD       | Component            | 2003     |
| Travel Sickness                 | CD       | Hymen                | 2006     |

Remix
| Titolo                                           | Band             |
| ------------------------------------------------ | ---------------- |
| Cherised Agony on Evolution                      | Android Lust     |
| LP1 on Corruption Time                           | Neutronic        |
| Payoff on Truthead                               | Aghast View      |
| Unforgiven on Unburied                           | Allied Vision    |
| As Death Approaches on Inception of Eradication  | Holocaust Theory |
| My Saviour on Redemption EP                      | Flesh Field      |
| In Memorial on WWW                               | Individual Totem |
| Wraith on Moon_Phase                             | Displacer        |
| One Man And His Anger on The Connected Series #4 | Steel            |
| J. Doesn't Do Acid Anymore on Caller ID          | Neutral          |
| Essence on Tension                               | Codec            |
| Alive In Arms on Blamstrain Remixed              | Blamstrain       |
| Intense Demonic Attacks                          | Venetian Snares  |